# آکژول محموداف
آکژول محموداف (به روسی: Акжол Махмудов، آوانگاری: زادهٔ ۱۵ آوریل ۱۹۹۹) کشتی‌گیر فرنگی‌کار تیم ملی قرقیزستان است.
از افتخارات وی می‌توان به کسب مدال طلا قهرمانی کشتی جهان ۲۰۲۲ و  ۲۰۲۳ و بازی‌های آسیایی ۲۰۲۲ و دو مدال نقره المپیک ۲۰۲۰ توکیو و بازی‌های آسیایی ۲۰۱۸ و همچنین مدال برنز بازی‌های المپیک ۲۰۲۴ پاریس اشاره کرد. 

## فعالیت حرفه‌ای

### المپیک ۲۰۲۰ توکیو
محموداف در وزن ۷۷ کیلوگرم کشتی فرنگی المپیک ۲۰۲۰ توکیو حاضر بود که امجد معافی از تونس، رفیق حسینوف از آذربایجان و کاراپت چالیان از ارمنستان را شکست داد و به فینال رسید. وی در دیدار نهایی به تامش لورینچ از مجارستان باخت و به مدال نقره وزن ۷۷ کیلوگرم رسید.

### قهرمانی کشتی جهان ۲۰۲۲
محموداف در وزن ۷۷ کیلوگرم کشتی فرنگی قهرمانی کشتی جهان ۲۰۲۲ بلگراد شرکت کرد، او در این مسابقات جویلسون جونیور از برزیل، امانوئل بنیتز از ایتالیا، یونس امره باشار از ترکیه و کیم هیون-وو از کره جنوبی را شکست داد و به فینال رسید. وی در فینال زولتان لوای از مجارستان را شکست داد و مدال طلا را به‌دست آورد.

### قهرمانی کشتی جهان ۲۰۲۳
محموداف در وزن ۷۷ کیلوگرم کشتی فرنگی قهرمانی کشتی جهان ۲۰۲۳ بلگراد شرکت کرد، او در این مسابقات پر-آندرس کوره از نروژ، محمد ذهب خلیل از مصر، آرام واردانیان از ازبکستان و نائو کوساکا از ژاپن را شکست داد و به فینال رسید. وی در فینال سانان سلیمانوف از آذربایجان را شکست داد و مدال طلا را به‌دست آورد.

### المپیک ۲۰۲۴ پاریس
محموداف در وزن ۷۷ کیلوگرم کشتی فرنگی المپیک ۲۰۲۴ پاریس حاضر بود که در کشتی اول کمال بی از آمریکا را شکست داد اما در کشتی بعد به دیمیو ژادرایف از قزاقستان باخت و با توجه به حضور این کشتی‌گیر در فینال، به دیدار شانس مجدد رفت. او در مرحله شانس مجدد ژایر کوئرو از کلمبیا را شکست داد و به دیدار رده‌بندی رسید. وی در این دیدار سانان سلیمانوف از آذربایجان را شکست داد و مدال برنز را بدست آورد.